# Chytranthus prieurianus
Chytranthus prieurianus är en kinesträdsväxtart som beskrevs av Henri Ernest Baillon. Chytranthus prieurianus ingår i släktet Chytranthus och familjen kinesträdsväxter. Inga underarter finns listade i Catalogue of Life.